# Рогожинский парк
Рогожинский парк культуры и отдыха имени Тульского рабочего полка (ранее Рогожинский парк, Парк 250-летия Тульского оружейного завода) — один из существующих на территории Тулы парков. Входит в ГУ ТО «Тульские парки». Своё название получил по урочищу Рогожня с рекой Рогожня.

## История
До революции здесь располагался пехотный лагерь Таврического полка, были военные лагеря и стрельбища. На плане Тулы 1931 года на месте лагерей — зелёная зона. В 1941 году по территории Рогожинского парка проходил передний край обороны Тулы. Здесь погиб комиссар Тульского рабочего полка, один из создателей народного ополчения Тулы, Григорий Антонович Агеев. Место гибели Агеева, получившего после войны звание Героя Советского Союза, отмечено памятным знаком, а на склоне Рогожинского оврага в память о погибших бойцах Тульского рабочего полка была посажена березовая роща.
После войны парк именовался Пионерским (здесь у памятника Агееву торжественно принимали в пионеры) или Перекопским (по месту расположения). В 1962 году парк был реконструирован и расширен в честь 250-летнего юбилея Тульского оружейного завода. До начала 1990-х годов в парке был детский городок, танцплощадка, летний кинотеатр, аттракционы, постоянно проводились спортивные соревнования, культурно-массовые мероприятия.
В 1990-е парк пришёл в запустение, аттракционы были заброшены и разобраны.
В июне 2011 года на месте парка строительная компания «Оружейная Слобода» по заказу ООО «ИН-Групп» собиралось построить шесть 22-х этажных домов и торговый центр. После негодования местных жителей, акций протеста против вырубки, а также направлений писем в прокуратуру Тульской области, строительство было отменено.
В 2012 году министерство природных ресурсов и экологии Тульской области провело комплексное экологическое обследование территории парка имени 250-летия ТОЗа и прилегающих участков долины ручья Рогожня. 29 июля 2014 года постановлением правительства Тульской области № 377 Рогожинскому парку присвоен статус особо охраняемой природной территории — памятника природы.
В 2014 году было начато строительство первой в Туле ледовой арены «Тропик». В 2015 году строительство было завершено, и 10 сентября ледовая арена была открыта.
29 января 2015 года, в соответствии с распоряжением правительства Тульской области № 43-р, часть городского парка «Рогожинский» передана в оперативное управление государственного учреждения Тульской области «Тульские парки». С этого же момента было начато благоустройство парка.
В феврале 2019 года появилась информация о планируемом строительстве спортивного комплекса для ледовой арены «Тропик», от которого при строительстве пострадали бы особо охраняемая природная территория и памятник комиссару Тульского рабочего полка Григорию Агееву. В апреле 2019 года строительство было отменено, а участок, на котором планировалось строительство, был передан государственному учреждению Тульской области «Тульские парки».
В мае 2020 года парк был переименован в «Рогожинский парк культуры и отдыха имени Тульского рабочего полка».
В июне 2020 года был обсуждён проект благоустройства нижней части Рогожинского парка, после чего проект был начат и продолжается по настоящее время.

## Природа
Основу рекреации на территории Рогожинского парка составляют природные рекреационные ресурсы: микроклимат, рельеф местности, лесная растительность, ихтиофауна. В своей совокупности они круглогодично привлекают на повседневный отдых горожан с целью восстановления сил в природных условиях. В южной части парка на прилегающих участках долины ручья Рогожня, представлена преимущественно лиственными лесными насаждениями искусственного происхождения.
В парке выявлено более 250 видов растений. Из деревьев, наиболее часто встречаются: мелколистная липа, обыкновенный и пенсильванский ясени, платановидный и американский клены, береза, дуб, сибирская лиственница, рябина и тополь. В подлеске — белый и кроваво-красный дёрен, бузина, ива, малина, ежевика. В березовой роще парка практически нет подлеска. У родников, на берегах пруда и вдоль русла ручья преобладают ивы. В пойме ручья Рогожня сохранились остатки старых садов с плодовыми деревьями — яблонями, грушами, боярышником. Животный мир представлен белками, ежами, кряквами, сороками, зябликами, щеглами, зарянками, поползнями, дроздами и другими видами.

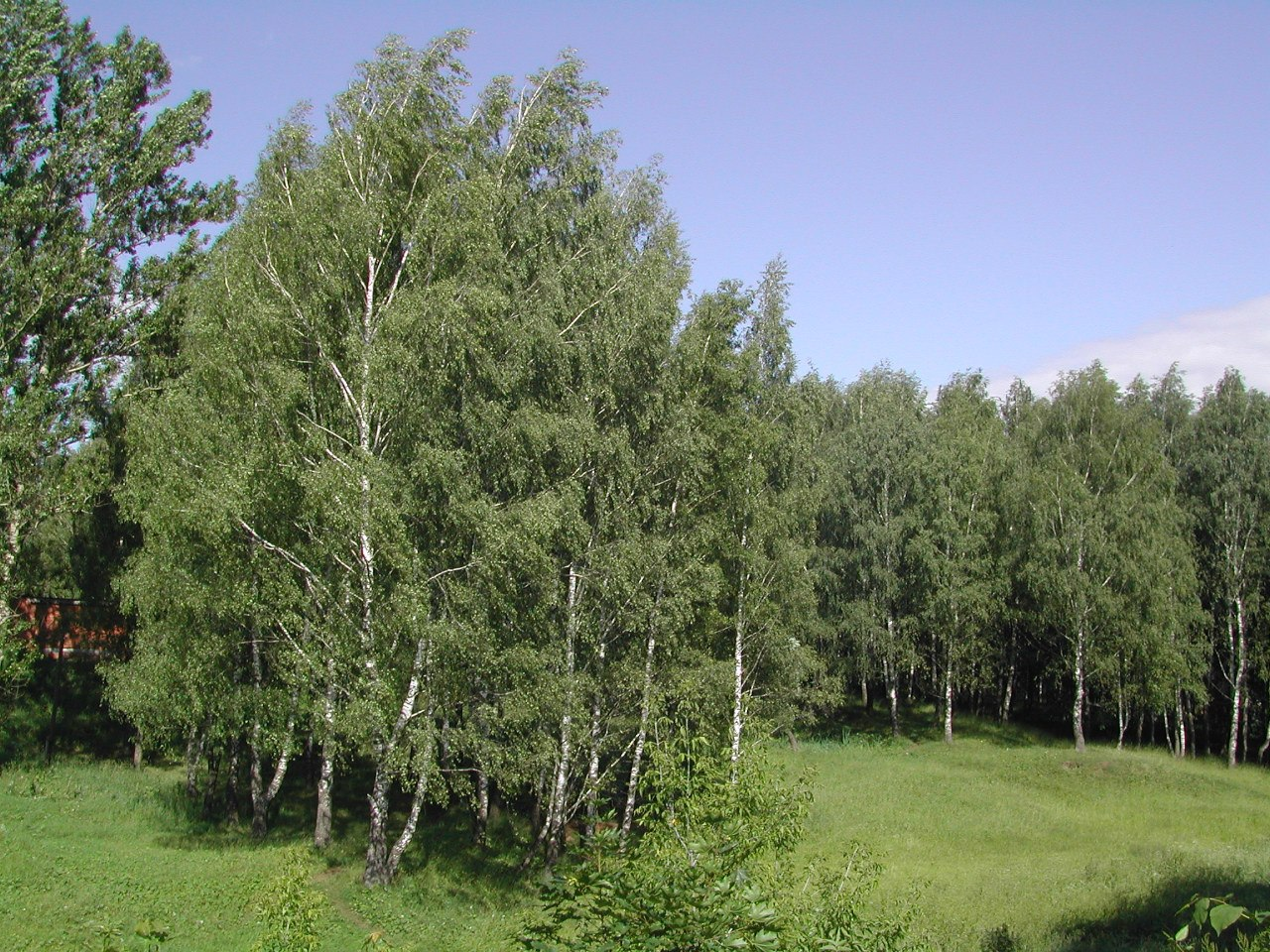
Березовая роща
Памятник Григорию Агееву